# La Table-aux-crevés (film)
Pour l’article homonyme, voir La Table-aux-crevés, traitant du roman de Marcel Aymé.
Pour plus de détails, voir Fiche technique et Distribution.
La Table-aux-crevés est un film français réalisé par Henri Verneuil et sorti en 1951.

## Synopsis
Frédéric Gari est arrêté pour contrebande de tabac. Il jure de se venger de celui qui l'a trahi quand il sortira de prison. Le même jour, Urbain Coindet, fermier et conseiller municipal de Cantagrel, trouve à son retour du marché sa femme Aurélie pendue. Les nouvelles vont vite et son beau-père fait courir le bruit que c'est Urbain l'assassin. Capucet, ivrogne, mais représentant de la loi, décide d'ouvrir une enquête que le curé arrête bien vite, car elle provoque une certaine effervescence dans le petit pays, d'autant plus qu'Urbain fait à nouveau la cour à une belle et jeune femme, Jeanne Gari, la sœur du contrebandier. Le village est partagé en deux clans qui s'affrontent autant sur le plan local que sur celui de la politique. Républicains et cléricaux basent leur campagne sur l'innocence ou la culpabilité d'Urbain. Grâce à Victor, on finira par découvrir que c'est Capucet le coupable involontaire de cette mésentente.

## Fiche technique
- Titre : La Table-aux-crevés
- Réalisation : Henri Verneuil
- Scénario : Henri Verneuil et André Tabet, d'après le roman éponyme de Marcel Aymé[1]
- Dialogues : André Tabet
- Assistants réalisateur : Pierre Chevalier, C. Fayard
- Images : André Germain
- Opérateur : Walter Wottitz
- Décors : René Moulaert
- Musique : Louiguy (éditions Ray Ventura)
- Son : Constantin Evangelou, Jacques Lebreton (montage son)
- Montage : Gabriel Rongier
- Production : Edmond Tenoudji, Adolphe Osso
- Sociétés de production : Les Films Marceau  - Les Films Vendôme
- Pays de production :  France
- Scripte : Madeleine Santucci
- Photographe de plateau : Gaston Thonnart
- Tournage du 18 juin au 4 août 1951
- Format : Noir et blanc — 35 mm — 1,37:1 — Son mono
- Enregistrement : Western Electric Magnétique
- Durée : 92 min.
- Genre : Drame
- Dates de sortie : 
  - France :
    - Marseille : 10 septembre 1951
    - Paris : 1er février 1952
- Affiche : Roger Cartier (France)

## Distribution
- Fernandel : Urbain Coindet, paysan et conseiller municipal
- Andrex : Frédéric Gari, contrebandier et frère de Jeanne
- Édouard Delmont : Capucet, le garde-champêtre ivrogne
- Fernand Sardou : M. Forgeral, le maire
- Antonin Berval : Le père Gari
- René Génin : Le curé
- Maria Mauban : Jeanne Gari, la belle jeune femme courtisée par Urbain
- Henri Vilbert : Victor
- Alexandre Arnaudy : Le père Milloin, le beau-père d'Urbain
- Marthe Marty : Léontine Milloin, la belle-mère d'Urbain
- Jenny Hélia : La Cornette
- Marcel Charvey : Rambarde
- Nicolas Amato : Le brigadier Jantet
- Edmond Ardisson : M. Cugne, le forgeron
- Mado Stelli : Louise, la femme de Victor
- Manuel Gary : Félicien Berger, le marin
- Max Mouron : M. Le Corne, le bistrot
- Cambis : Un habitué du bistrot
- Jeanne Mars : La commère au cimetière
- Luce Dassas : Une des filles Milloin